# Рантул (Канзас)
Рантул (англ. Rantoul) — місто (англ. city) в США, в окрузі Франклін штату Канзас. Населення — 165 осіб (2020).

## Географія
Рантул розташований за координатами 38°32′54″ пн. ш. 95°6′3″ зх. д. / 38.54833° пн. ш. 95.10083° зх. д. (38.548394, -95.100897).  За даними Бюро перепису населення США в 2010 році місто мало площу 0,38 км², з яких 0,38 км² — суходіл та 0,00 км² — водойми.

## Демографія
Згідно з переписом 2010 року, у місті мешкали 184 особи в 74 домогосподарствах у складі 50 родин. Густота населення становила 481 особа/км².  Було 82 помешкання (214/км²).
Расовий склад населення:
| - 96,7 % — білих - 0,5 % — чорних або афроамериканців - 2,7 % — осіб інших рас |

До двох чи більше рас належало 0,0 %. Частка іспаномовних становила 2,7 % від усіх жителів.
За віковим діапазоном населення розподілялося таким чином: 24,5 % — особи молодші 18 років, 60,8 % — особи у віці 18—64 років, 14,7 % — особи у віці 65 років та старші. Медіана віку мешканця становила 40,9 року. На 100 осіб жіночої статі у місті припадало 87,8 чоловіків;  на 100 жінок у віці від 18 років та старших — 82,9 чоловіків також старших 18 років.
Середній дохід на одне домашнє господарство  становив 52 390 доларів США (медіана — 39 922), а середній дохід на одну сім'ю — 55 316 доларів (медіана — 61 563). За межею бідності перебувало 7,4 % осіб, у тому числі 30,0 % дітей у віці до 18 років та 5,0 % осіб у віці 65 років та старших.
Цивільне працевлаштоване населення становило 81 осіб. Основні галузі зайнятості: виробництво — 33,3 %, освіта, охорона здоров'я та соціальна допомога — 19,8 %, роздрібна торгівля — 12,3 %, транспорт — 7,4 %.